# Selenotransferasa
Las selenotransferasas son enzimas transferasas que catalizan la transferencia de un grupo funcional que contiene selenio, desde una molécula donadora a una molécula aceptora, su actividad enzimática está definida por el número EC 2.9.1.-. Las selenotransferasas tienen un importante valor biológico ya que son las encargadas de sintetizar por medios indirectos el aminoácido proteogénico selenocisteína y el nucleótido selenouridina. 
Las selenotransferasas conocidas hacen uso del piridoxal fosfato como cofactor y de selenofosfato como fuente de selenio. El selenofosfato es sintetizado por la enzima selenofosfato sintetasa (EC 2.7.9.3).

## Enzimas conocidas
Existen dos actividades enzimáticas reconocidas de selenotransferasas:
- Selenocisteína sintasa (cuyo nombre sistemático es L-seril-ARNtSec selenotransferasa EC 2.9.1.1). Esta enzima cataliza la síntesis de selenocisteína por un mecanismo indirecto, que requiere de la modificación de una serina ya unida a un ARN de transferencia específico (el ARNtSec) para producir selenocisteína unida al ARNtSec.[3]

- O-fosfo-L-seril-ARNtSec:L-selenocisteinil-ARNt sintasa (EC 2.9.1.2) que es capaz de sintetizar selenocisteína a partir de un derivado fosforado de la L-serina unida a ARNt, este mecanismo es el principal en eucariotas.[4][1]